# تشاد براون
تشاد براون (بالإنجليزية: Chad Brown)‏ (و. 1961 – 2014 م) هو لاعب بوكر، وممثل، وكاتب غير روائي، وممثل تلفزيوني، من الولايات المتحدة الأمريكية، ولد في مانهاتن، توفي في مدينة نيويورك، عن عمر يناهز 53 عاماً.

## وصلات خارجية
- تشاد براون على موقع IMDb (الإنجليزية)
- تشاد براون على موقع قاعدة بيانات الفيلم (الإنجليزية)